# ザ・シークレット: デア・トゥー・ドリーム
『ザ・シークレット: デア・トゥー・ドリーム』（原題:The Secret: Dare to Dream）は2020年に配信されたアメリカ合衆国のドラマ映画である。監督はアンディ・テナント、主演はケイティ・ホームズが務めた。本作はロンダ・バーンが2006年に発表した自己啓発書『ザ・シークレット』を原作としている。
本作は日本国内でも劇場公開されなかったが、2020年9月4日にAmazonプライム・ビデオでの配信が始まった。

## 概略
夫を亡くしてからというもの、ミランダ・ウェルズは3人の子供を養うために必死で働き続けていた。そんなある日、ミランダは携帯電話の呼び出し音に気をとられ、前の車に追突してしまった。ミランダが前の車を運転していたブレイに弁償する意を伝えたところ、彼はミランダを咎めるどころか、壊れたミランダの車を修理したいと申し出てきた。不審に思ったミランダだったが、断る理由もないのでその通りにさせた。
その直後、一家が暮らすニューオーリンズを巨大ハリケーンが襲った。風で飛んできた樹木に屋根を突き破られたが、ミランダは屋根の修理費を工面できる状態になかった。一家が途方に暮れていると、ブレイがやって来て屋根の修理を申し出てきた。それ以降も、ブレイは何かと一家の世話を焼き、ミランダたちにポジティブ・シンキングの力を説き続けた。ミランダたちは徐々にブレイの教えを受け入れていき、将来に希望を見出すに至った。やがて、一家はブレイが抱えるある秘密を知るのだった。

## キャスト
※括弧内は日本語吹替。
- ミランダ・ウェルズ：ケイティ・ホームズ（幸田夏穂）
- ブレイ・ジョンソン：ジョシュ・ルーカス（岩崎正寛）
- タッカー：ジェリー・オコンネル（神奈延年）
- ボビー：セリア・ウェストン（竹口安芸子）
- ミッシー・ウェルズ：サラ・ホフマイスター（山村響）
- グレッグ・ウェルズ：エイダン・ブレナン（室元気）
- ベス・ウェルズ：クロエ・リー（高橋雛子）
- ジェニファー：カトリーナ・ビギン
- スローン：シドニー・テナント（城内由茄子）
- マット:コリー・スコット・アレン（露崎亘）
- シャーメイン：サマンサ・ボーリュー（八百屋杏）
- サン：ハン・ソト（いとうさとる）
- マニー：ローゼンバーグ・サルガド（久田康樹）

日本語版制作スタッフ 演出：工藤美樹、翻訳：緒方真紀、調整：菊地一之、制作担当：三行ゆかり、制作：ポニーキャニオンエンタープライズ

## 製作
2017年8月、ロンダ・バーンの自己啓発書『ザ・シークレット』が映画化されることになり、アンディ・テナントが監督に、ケイティ・ホームズが主演に起用された。2018年9月24日、ジョシュ・ルーカスの出演が決まったと報じられた。10月30日、本作の主要撮影がルイジアナ州ニューオーリンズで始まった。11月1日、ジェリー・オコンネルとセリア・ウェストンがキャスト入りした。2019年6月11日、ジョージ・フェントンが本作で使用される楽曲を手がけるとの報道があった。

## 公開・マーケティング
2019年11月22日、グラヴィタス・ベンチャーズとロードサイド・アトラクションズが本作の全米配給権を獲得したと報じられた。2020年2月13日、本作のオフィシャル・トレイラーが公開された。
当初、本作は2020年4月17日に全米公開される予定だった。しかし、同年3月中旬、新型コロナウイルスの流行が拡大し、映画館が休業に追い込まれるという事態に陥った。そのため、グラヴィタス・ベンチャーズとロードサイド・アトラクションズは本作を公開スケジュールから引き上げた。3月の時点で、両社は日を改めて本作を劇場公開する意向を示していたが、最終的には配信スルーとなった。

## 評価
本作に対する批評家の評価は芳しいものではない。映画批評集積サイトのRotten Tomatoesには46件のレビューがあり、批評家支持率は28%、平均点は10点満点で4.46点となっている。サイト側による批評家の見解の要約は「『ザ・シークレット: デア・トゥー・ドリーム』は露骨に観客の涙を誘ってくる恋愛映画だ。『ザ・シークレット』が映画化されることを切望していた人でさえ、同作は痛々しくて見るに堪えない作品になっており、失望を禁じ得ないだろう。」となっている。また、Metacriticには11件のレビューがあり、加重平均値は32/100となっている。
本作と『ザ・ボーイ -残虐人形遊戯-』の演技によって、ケイティ・ホームズは第41回ゴールデンラズベリー賞の最低主演女優賞にノミネートされた。